# Psoïtis

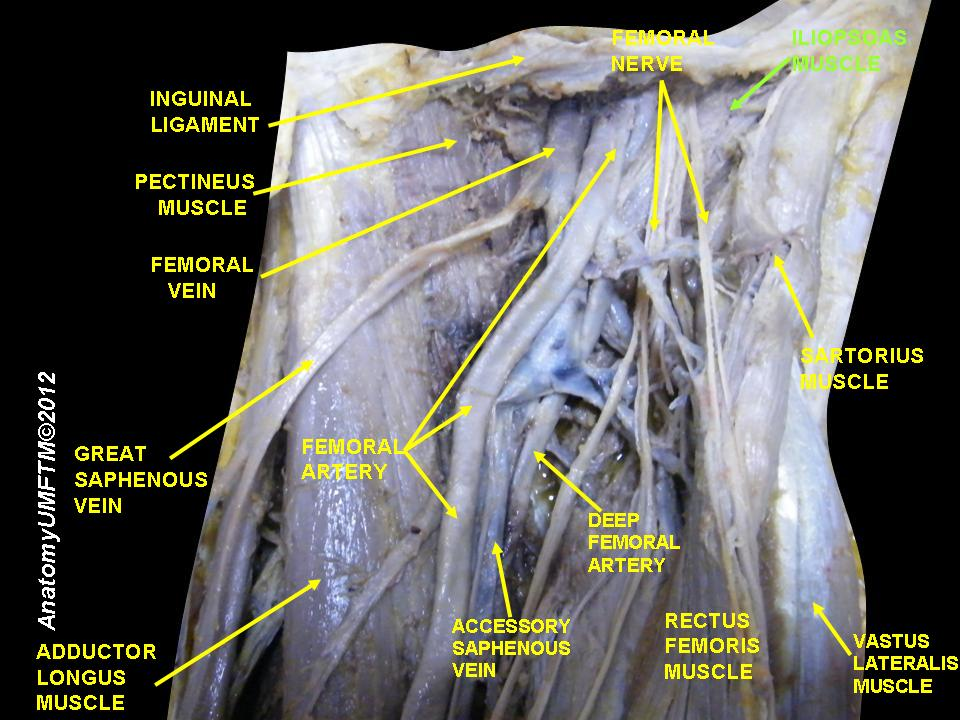
Le muscle iliopsoas et ses autres muscles

Une psoïtis est un signe clinique en médecine se traduisant par une flexion douloureuse irréductible de la cuisse sur le bassin. Elle peut être en rapport avec une appendicite, ou avec une masse comprimant le nerf crural (épanchement sanguin, abcès ou tumeur).